# 3C 279
3C 279 (também conhecido como 4C-05.55, NRAO 413 e PKS 1253–05) é um quasar variável opticamente violento, que é conhecido na comunidade astronômica por suas variações nas bandas visíveis, de rádio e de raios X. Foi o primeiro quasar descoberto com jatos superluminais.